# Al-Hudud ash-Shamaliyya
al-Hudud ash-Shamaliyya (arabiska: الحدود الشمالية, "norra gränserna") är en provins i norra Saudiarabien, gränsande till Irak.